# 11511 Billknopf
11511 Billknopf este o planetă minoră (asteroid), cu un diametru de 6,088 km, din centura de asteroizi. A fost descoperită pe 18 noiembrie 1990 la Observatorul Palomar de Eleanor F. Helin. 
Obiectul prezintă o orbită caracterizată de o semiaxă mare de 2,7198364 UAi, o excentricitate de 0,19, o înclinație de 12,63737 ° în raport cu ecliptica.